# Zaplanina
Zaplanina je naselje u slovenskoj Općini Vranskom. Zaplanina se nalazi u pokrajini Štajerskoj i statističkoj regiji Savinjskoj. 

## Stanovništvo
Prema popisu stanovništva iz 2002. godine naselje je imalo 79 stanovnika.